# Aymoré Moreira
Aymoré Moreira (Miracema, 24 aprile 1912 – Salvador, 26 luglio 1998) è stato un allenatore di calcio e calciatore brasiliano.

## Carriera

### Calciatore
Da calciatore giocò nell'America-RJ, nel Palestra Itália e nel Botafogo.

### Allenatore
Da allenatore fu CT del Brasile in tre periodi di tempo, tra gli anni cinquanta e gli anni sessanta.
Ha allenato la Seleçāo durante il campionato del mondo 1962 in Cile, vinto battendo in finale la Cecoslovacchia per 3-1.

## Palmarès

### Giocatore
- Campionato paulista: 2

Palestra Italia:1934, 1936
- Campionato Carioca: 1

Fluminense: 1941

### Allenatore
- Campionato mondiale: 1

Brasile: Cile 1962
- Coppa del Brasile: 1

Palmeiras: 1967
- Torneo Roberto Gomes Pedrosa: 1

Palmeiras: 1967
- Campionato paulista: 1

San Paolo: 1953
- Torneio Início do Rio de Janeiro: 1

Botafogo: 1977
- Campionato Mineiro: 1

Cruzeiro: 1977
- Campionato Baiano: 2

Bahia: 1981, 1982